# 张略 (东魏)
张略（467年—539年12月13日），字永康，北魏、东魏官员，清河郡武城县（今山东省武城县西）人。
祖父张农，代郡太守。父亲张德，信都县令。张略十七岁，召为太学生。孝昌年间，担任益州骠骑府主簿、转任为镇远将军。太昌年间，担任光州即墨县令。升为护长广郡太守。兴和元年十一月十七日（539年12月13日）在家中去世，时年七十三岁。